# 卢西亚诺·德切科
卢西亚诺·德切科（西班牙語：Luciano De Cecco，1988年6月2日—）是阿根廷排球運動員，為阿根廷國家男子排球隊成員，目前效力於義大利俱樂部摩德納排球。他和國家隊一起奪得2015年泛美運動會的金牌，2007年至2013年南美洲排球錦標賽的銀牌和2020年東京奧運的男子排球比賽的銅牌。

## 外部連結
- 官方网站 （页面存档备份，存于）
- Player profile （页面存档备份，存于） at CEV.eu
- Player profile （页面存档备份，存于） at LegaVolley.it
- Player profile （页面存档备份，存于） at Volleybox.net